# Lithacodia alba
Lithacodia alba là một loài bướm đêm trong họ Noctuidae.